# الركايا
الركايا قرية في منطقة معرة النعمان في محافظة إدلب في سورية. تقع على بعد حوالي 18 كم إلى الجنوب الغربي من مدينة معرة النعمان.
معنى اسم ركايا: (ركايا) جمع ركية و الركية هي نبع الماء الصافية 
والركايا هي الينابيع